# Qualitätsinformationssystem
Ein Qualitätsinformationssystem (kurz QIS) ist ein System zur Sammlung qualitätsrelevanter Informationen in einem Prozess oder einem Material- oder Datenbestand. Die so gesammelten Informationen werden in aufbereiteter Form zur Analyse des untersuchten Sachverhaltes und somit zur Verbesserung der beobachteten Qualität genutzt.

## Bestandteile
Die Teile eines QIS sind:

### 1. Sammeln der Daten
Durch das Setzen von geeigneten Messpunkten kann im untersuchten Gegenstand (Prozess oder Bestand) die Qualität gemessen werden. Diese Messung kann erfolgen durch:
- Vollerhebung: 
 Alle Objekte eines Bestandes werden auf das Vorhandensein der geforderten Merkmale untersucht.
- Stichprobenerhebung: 
 Aus einem Bestand werden mittels einer Stichprobe die Qualität der Auswahl ermittelt.
- Durchlauferhebung: 
 An einem definierten Punkt werden alle dort durchlaufenden Objekte auf das Vorhandensein der geforderten Merkmale untersucht.

### 2. Verarbeiten der Daten
Durch das Zusammenführen der Informationen aus den verschiedenen Messpunkten kann ein Gesamtbild über die Qualität des Untersuchungsobjekt erstellt werden.

### 3. Präsentation der Daten
Ausgedrückt werden kann die Qualität entweder in einem Prozentpunkte-Raster oder in einer anderen vorher definierten Skala. Idealerweise wird die das Resultat so publiziert, dass die Personen, welche die entsprechenden Maßnahmen treffen müssen, diese auf einen Blick sehen.

## Ziele eines QIS
Ein passend eingerichtetes QIS erlaubt dem Unternehmen eine Optimierung der Gesamtkosten eines Produktes unter Einbezug aller Parameter wie etwa der verschiedenen Kosten aber auch der Risiken wie etwa dem Reputationsrisiko. Letzteres ist insbesondere bei Produkten wichtig, welche stark mit dem Namen des Produzenten verbunden sind, wie etwa bei Automobilherstellern.